# 毛叶新木姜子
毛叶新木姜子（学名：Neolitsea velutina），为樟科新木姜子属下的一个植物种。